# Manuel Montero
Manuel Montero (Buenos Aires, 20 de noviembre de 1991) es un jugador argentino, con raíces afroargentinas, de rugby que se desempeña habitualmente como wing. Formado en el Club Pucará, jugó para la Selección Argentina, los Pampas XV y Jaguares. Montero jugaba al básquet durante los comienzos de su adolescencia hasta que su mejor amigo, Agustín José Fornonzini, lo forzó a comenzar a practicar rugby sugiriendo que se convertiría en un excelente jugador.
Luego de hacer pretemporada (incluyendo tres partidos amistosos) y con tan solo un partido oficial en la Super Liga Americana de Rugby con la franquicia paraguaya Olimpia Lions, y con la temporada cancelada a causa de la pandemia de COVID-19, el 5 de agosto de 2020 fue anunciada su contratación en Toronto Arrows para competir en la Major League Rugby.